# Batalla de Patay
La batalla de Patay (18 de junio de 1429) fue una de las batallas más importantes de la guerra de los Cien Años entre Inglaterra y Francia. Se trata del enfrentamiento que cambió en forma decisiva el curso de la guerra —que hasta aquel momento favorecía a los ingleses—, y, aunque a menudo se atribuye la victoria al genio militar de Juana de Arco, la mayor parte de la acción se desarrolló en la vanguardia y acabó mucho antes de que el grueso del ejército francés (que ella comandaba) llegase al campo de batalla.

## Antecedentes
La batalla de Patay fue el combate que cerró la célebre campaña del Loira, apogeo de los éxitos militares de Juana de Arco. Después de liberar Orleans, Juana se dirigió a varios puntos fortificados ingleses que custodiaban sendos puentes sobre el Río Loira, estratégicamente esenciales para sus planes.
Después de Orleans, Jargeau y Meung-sur-Loire, la Doncella había derrotado a su enemigo en Beaugency. Al día siguiente se dirigió a Patay, donde tuvo lugar la única batalla en campo abierto de toda su campaña. El éxito de los galos fue tan espectacular y completo que el combate ha sido llamado "el Agincourt francés", lo cual no deja de tener lógica, puesto que los ingleses pretendieron implementar las mismas tácticas que en aquella batalla. Esta técnica les había dado resultado durante 83 años de guerra, concretamente desde la batalla de Crécy.

## Características y peculiaridades
La victoria francesa en Patay fue tan decisiva y de consecuencias tan fundamentales como la de su oponente en Azincourt. Si bien Orleans demostró que Juana de Arco era capaz de derrotar a los ingleses en un asedio y Jargeau, Meung-sur-Loire y Beaugency habían sido batallas menores, Patay permitió, por primera vez en décadas, que los franceses pudieran aniquilar grandes números de los competentes y mortíferos longbowmen, los temidos arqueros ingleses armados con arcos largos. Estos combatientes habían sido la clave de todas las victorias inglesas hasta el momento.
Nadie utilizaba a los arqueros tan extensivamente como Inglaterra tras la conquista de Gales. Aunque el arma era efectiva, letal, barata de producir y de legendario alcance, el costo de equipar a los ejércitos con longbowmen era inaccesible para la mayoría de los reyes y señores. El motivo era que un buen arquero necesitaba meses y años de entrenamiento constante, lo que obligaba a disponer de grandes ejércitos no operativos, detenidos en territorio propio, esperando pacientemente hasta que los arqueros estuviesen en condiciones de combatir. Casi nadie podía permitirse este lujo.
Durante la Edad Media, los soldados combatían a tiempo parcial y bajo contrato en el caso de Inglaterra, dedicando parte del año a trabajar en los campos. Las campañas militares terminaban —por acuerdo tácito y aceptado— justo antes de la cosecha de otoño, porque en caso contrario las guerras hubiesen terminado abruptamente por las hambrunas del año siguiente. Por ello, los pocos soldados profesionales de este período eran los nobles con sus séquitos, mercenarios y arqueros. Por supuesto, los primeros segundos no apreciaban a los segundos ni estos a los terceros porque no los consideraban dignos de considerarse soldados por derecho propio ni a cobrar por sus servicios.
Las unidades de arqueros tenían dos debilidades, la ligereza  de sus armaduras, usualmente siendo brigantina u otras armaduras ligeras y su equipo, usualmente conformado por espada caballeresca, broquel y el afamado arco largo. Por lo tanto se requería, en la práctica, miles de estacas, fosos y otras obras defensivas entre ellos y el enemigo. En segundo lugar, las promociones de nuevos arqueros llegaban al servicio activo con mucha lentitud a causa de la ya mencionada extensión de su entrenamiento. En la práctica del campo de batalla, esto significaba que cada arquero caído representaba una baja irreemplazable.

## Acciones preliminares
Sir John Fastolf partió de París inmediatamente después del levantamiento del sitio de Orleans por Juana de Arco. Comandaba un ejército de refuerzo que pretendía enfrentar a los franceses en circunstancias que sabía ventajosas, esto es, en campo abierto.
Al atardecer del 17 de junio, los ingleses intentaron tomar la casilla de los guardias del puente sobre el Río Loira que se encontraba al sur de Meung-sur-Loire con artillería, pero aún no lo habían conseguido al amanecer del día siguiente. Conscientes de que el ejército francés se dirigía hacia ellos, Talbot  y John Fastolf decidieron retirarse hacia Janville por pena de ser sorprendidos por una fuerza enemiga que los sobrepasaba en hombres y en número de cañones. Por añadidura, a las 8 de la mañana recibieron la noticia de que Juana de Arco había logrado tomar Beaugency el día anterior.
Apenas se enteraron de que los ingleses habían abandonado Meung-sur-Loire, se suscitó un intenso debate entre los líderes franceses acerca de lo que correspondía hacer. Se impuso la opinión de Juana de Arco, que insistió en picar espuelas para apurarse, alcanzar a los ingleses y enfrentarse a ellos antes de que encontraran un campo de batalla a su gusto. Puso los jinetes en la vanguardia, designó a La Hire y a Xaintrailles a su mando, y les dio instrucciones de perseguir a Fastolf.
El cuerpo principal de los franceses estaba bajo el comando del duque de Alençon y Juan de Dunois, mientras que Juana y el conde de Richemont mandaban la retaguardia. Casi al mediodía, la vanguardia francesa pasó por el pueblo de San Segismundo y se estacionó unos 6 km al sur del sitio donde estaban los ingleses, pero ninguno de los bandos sabía exactamente donde estaba su enemigo.
El día anterior a la llegada de Fastolf, los franceses, en varias acciones relámpago, habían capturado tres puentes y aceptado la rendición inglesa en Beaugency. Conociendo las intenciones del comandante inglés, los franceses enviaron exploradores avanzados por todo el contorno, en la esperanza de descubrir la ubicación del enemigo antes de que estuviesen preparados y ubicados adecuadamente en un terreno conveniente para ellos.
El ejército de refresco se encontró con los supervivientes de las batallas anteriores en Meung-sur-Loire, donde los franceses habían capturado el puente pero habían despreciado tomar la ciudad y el castillo que dominaba a ambos. Los defensores vencidos en Beaugency, en su retirada, se unieron a Fastolf en el mismo lugar.
Perfectamente convencido de que si lograba luchar en el llano la victoria sería suya, Fastolf tomó posiciones en un lugar que creyó conveniente. Se desconoce la localización exacta del campo de batalla, pero se sabe que estaba muy cerca de la aldea de Patay.
Allí, los comandantes John Fastolf, el conde de Shrewsbury Juan Talbot, Tomás de Montagu y sir Tomás Scales comenzaron a hacer los preparativos acostumbrados: mandaron levantar las empalizadas de estacas puntiagudas inclinadas y cavar los fosos para proteger a sus arqueros, de los que ubicó 500 en ese lugar. La utilidad de estas defensas era que podían rechazar fácilmente una carga de caballería pesada y que detenían a la infantería el tiempo suficiente para que los arqueros se cebaran en ella, ejecutando espantosas masacres. Tras los arqueros y sobre un promontorio, Fastolf colocó al grueso de sus fuerzas.
Sin embargo, mientras las estacas estaban aún en construcción, algo falló en el plan inglés: apenas los franceses atravesaron Saint-Péravy-la-Colombe, un venado apareció en el campo, tras las líneas de los arqueros, corriendo hacia el norte, muy cerca de la retaguardia inglesa. Los longbowmen lanzaron un grito para que sus compañeros cazaran al animal, y de esta manera alertaron a los exploradores franceses de su posición, antes de que sus defensas estuvieran completas. Los observadores mandaron de inmediato emisarios a la retaguardia, denunciando a Juana la ubicación exacta del enemigo. Al mismo tiempo, los ingleses se enteraron de la presencia de los franceses.

## El combate

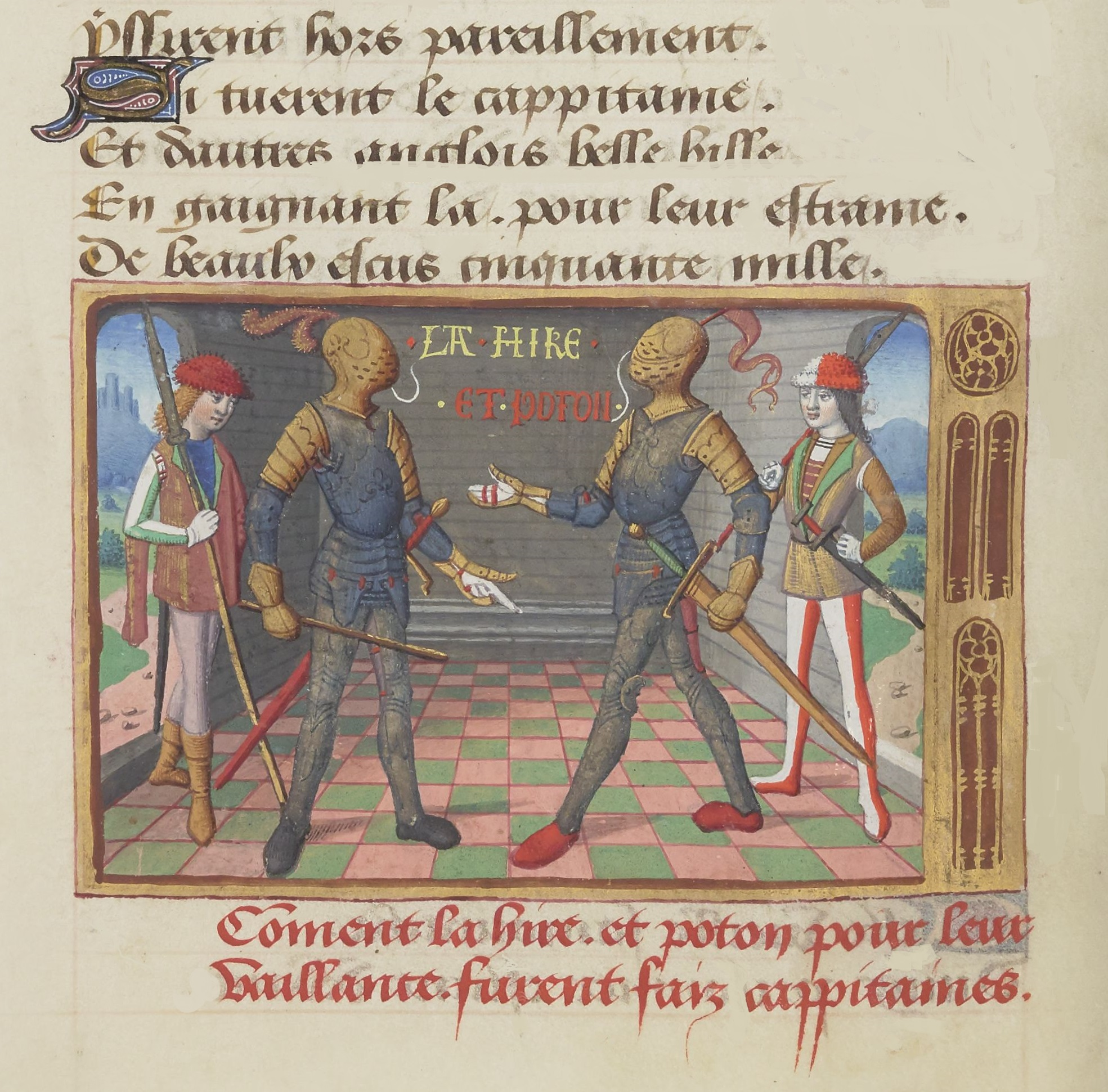
La Hire y Xantrailles, comandantes del ejército francés (manuscrito miniado del).

A las 14 horas y habiendo detectado las posiciones inglesas, La Hire y Xantrailles, comandantes franceses, enviaron 1500 hombres de su vanguardia al ataque. El asalto, que siguió el borde de un risco al sur del camino que venía de Patay (Loiret) y chocó contra los flancos de los arqueros ingleses, de inmediato se convirtió en una matanza: los franceses pasaron sobre las estacas a medio colocar y obligaron a los jinetes ingleses a huir ante la carga de la caballería francesa. La ilustración que encabeza este artículo contiene, por tanto, un error histórico, ya que en Patay los caballeros ingleses no llegaron a combatir.
Tras el ataque de la vanguardia vino el cuerpo principal francés que, en menos de una hora, dejó al campo inglés cubierto de muertos y heridos.
La infantería inglesa, compuesta en su mayor parte por los reputados longbowmen (infantería con arcos largos) fue derribada y dispersada. Por primera vez, en consecuencia, la táctica francesa de grandes ataques frontales de la caballería resultó ser exitosa, destrozando a las fuerzas enemigas.
Tanto Talbot como John Fastolf  cayeron prisioneros junto a muchos otros nobles ingleses. Sin embargo, Fastolf consiguió escapar con una pequeña guarnición, por lo que fue acusado de cobardía y cayó en el mayor descrédito, a tal punto que Juan, Duque de bedford  lo culpó por la derrota y le quitó su rango de caballero. De esta inmerecida manera el general inglés pasó a constituir el modelo del personaje de la ópera Falstaff de Verdi, quien a su vez lo tomó de Las alegres comadres de Windsor de William Shakespeare.

## Consecuencias
Con esta contundente derrota el mito de la invencibilidad del ejército inglés en campo abierto fue destruido. Derrotados los ingleses, se vieron forzados a volver a aliarse y a trabajar juntos de nuevo —aunque por corto tiempo— con los borgoñones.
Como acción final de la campaña francesa sobre las riberas del Loira, Patay dejó al ejército inglés desprovisto de sus dos suministros más importantes y decisivos: comandantes y arqueros. En consecuencia, y a salvo ya definitivamente de ellos, los franceses marcharon al norte hacia Reims para apoyar la coronación de Carlos VII de Francia, lo que terminó con la disputa por la sucesión del trono francés.